# 戴文·沃克海瑟
戴文·沃克海瑟（英語：Devon Werkheiser，1991年3月8日—）是美國的一位演員、配音演員、歌手和音樂人。他出演尼可國際兒童頻道的情景喜劇Ned's Declassified School Survival Guide，他還在ABC家庭台的電視劇希臘校園中飾演角色。

## 外部連結
- 戴文·沃克海瑟在互联网电影资料库（IMDb）上的資料（英文）
- Devon Werkheiser's official website
- YouTube上的
- 戴文·沃克海瑟的X（前Twitter）